# Ченс Пердомо
Ченс Пердомо (19 жовтня 1996 , Лос-Анджелес, Каліфорнія, США  — 29 березня 2024 , upstate New Yorkd, Нью-Йорк, США )  — англійський актор американського походження. Відомий за роллю Амброуза Спеллмана в серіалі Netflix «Моторошні пригоди Сабріни» та роллю Андре Андерсона в серіалі Amazon «Покоління V».

## Раннє життя та освіта
Пердомо народився в Лос-Анджелесі, штат Каліфорнія, в дитинстві разом зі своєю матір'ю переїхав до Саутгемптона в графстві Гемпшир, Англія. Мав два громадянства — англійське та американське. Відвідував громадську школу Редбридж у Саутгемптоні, а потім пішов до коледжу Пітера Саймондса у Вінчестері, де його обрали президентом студентської профспілки шостого класу. Він збирався навчатися на юриспруденції, але замість цього вирішив зайнятися акторською майстерністю. Переїхав до Лондона за гроші, які заробив під час роботи у взуттєвій майстерні та в кіно, де він приєднався до Національного молодіжного театру та навчався в школі акторської майстерності.

### Смерть
29 березня 2024 року у віці 27 років помер після аварії на мотоциклі

## Кар'єра
У лютому 2018 року було оголошено, що Пердомо отримав головну роль Амброуза Спеллмана в серіалі Netflix «Моторошні пригоди Сабріни». Звіти показали, що Пердомо раніше пробувалась на роль Джагхеда Джонса в «Рівердейлі», але роль отримав Коул Спроус. Проте Пердомо настільки вразив своїм прослуховуванням Роберто Аґірре-Сакасу, творця серіалу, що Акірр-Сакаса написав роль Амброуза саме на основі цього актора.

## Фільмографія

### Фільм
| Рік  | Назва            | Роль          | Примітки       |
| ---- | ---------------- | ------------- | -------------- |
| 2016 | Лонгфілд Драйв   | Роделл        | Короткий фільм |
| 2017 | Важливість шкіри | Райан         | Короткий фільм |
| 2021 | Після падіння    | Лендон Гібсон | Художній фільм |
| 2022 | Після. Глава 4   | Лендон Гібсон | Художній фільм |
| 2023 | Після. Назавжди  | Лендон Гібсон | Художній фільм |
| 2025 | Погана людина    | Діджей        | Художній фільм |

### Серіали
| Рік       | Назва                                 | Роль             | Примітки                                       |
| --------- | ------------------------------------- | ---------------- | ---------------------------------------------- |
| 2017      | Хетті Перо                            | Генрі Гудолл     | Епізод: «Минуле повертається»                  |
| 2018      | Шекспір і Гетевей: приватні детективи | Хеміш Кінглі     | Епізод: «Страво хамелеона»                     |
| 2018      | Убитий моїм боргом                    | Джером Роджерс   | Номінований на BAFTA за найкращу чоловічу роль |
| 2018      | Вбивства в Мідсомері                  | Лео Скотт        | Епізод: «Смерть малих мідяків»                 |
| 2018–2020 | Моторошні пригоди Сабріни             | Амброуз Спеллман | Головний акторський склад                      |
| 2023      | Покоління V                           | Андре Андерсон   | Головний акторський склад                      |